# Comunele Italiei

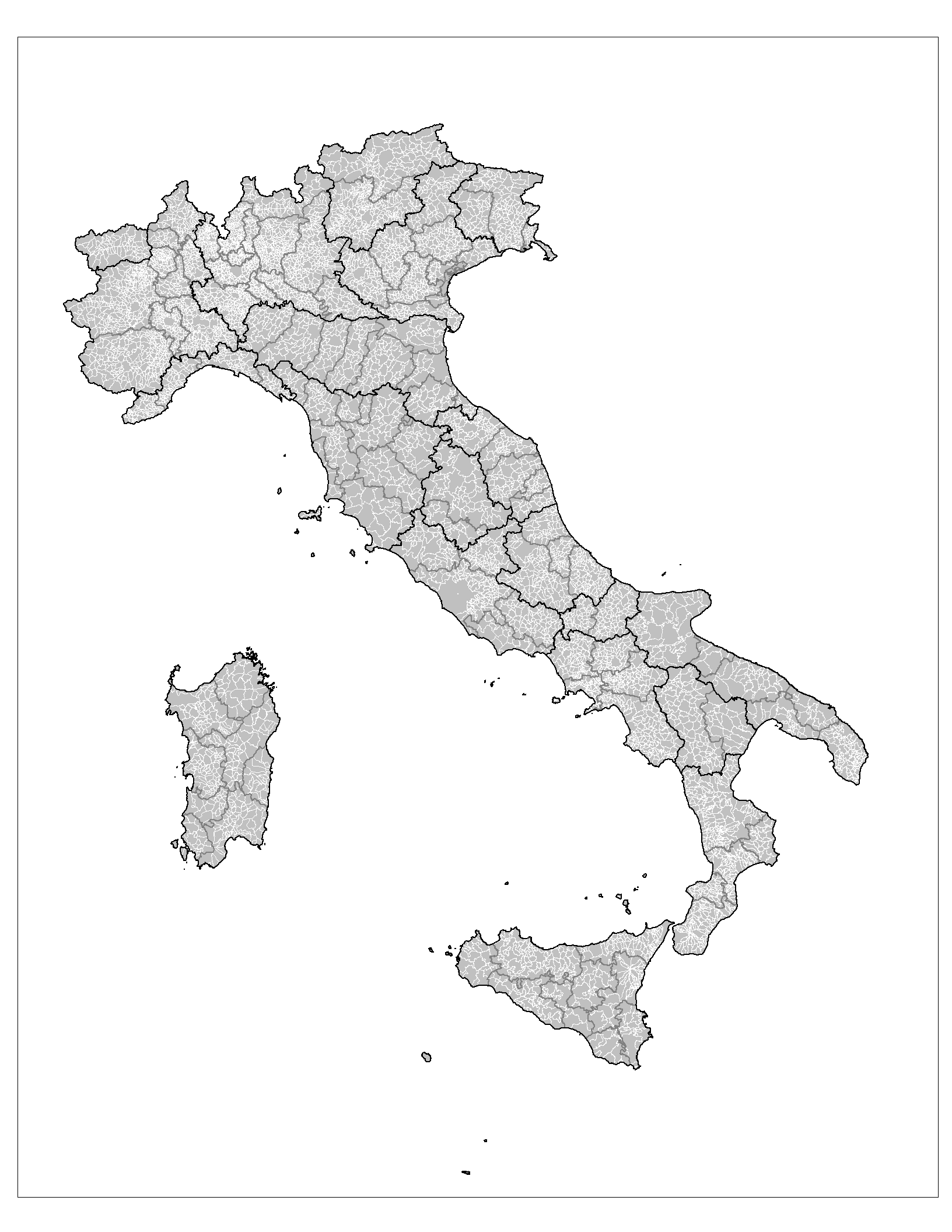
Diviziunile administrative ale Italiei
Regiuni (margini negre)
Provincii (margini gri)
Comune (margini albe)

Comunele Italiei în ordine alfabetică pe provincii și regiuni
În anul 2010, Italia avea în total 8.094 comune. Din punct de vedere juridic, cu excepția Romei, nu există nici o deosebire administrativă între comune. Conform legii 142/1990, toate comunele au aceleași drepturi și aceeași structură administrativă.
Asemenea regiunilor și provinciilor, comunele au 3 organe de conducere:
- consiglio comunale (consiliul comunal) cu un număr de membri, cuprins între 12 și 60, care depinde de numărul de locuitori
- sindaco (primarul) care este ales direct
- giunta comunale (comisia comunală) care este desemnată de primar